# Paris Avenue
Paris Avenue is een Belgische dance-act, een project van de producers Danny Corten en Mark Carpentier.
Hun debuutsingle I want you werd ingezongen door de Nederlandse zanger Robin One. Het is een cover van de Deense band Filur.

## Discografie

### Singles
met hitnoteringen in de Nederlandse Top 40
| Single met eventuele hitnotering(en) in de Nederlandse Top 40 | Datum van verschijnen | Datum van binnenkomst | Hoogste positie | Aantal weken | Opmerkingen   |
| ------------------------------------------------------------- | --------------------- | --------------------- | --------------- | ------------ | ------------- |
| I want you                                                    |                       | 19-3-2005             | tip 15          |              | met Robin One |

### Andere uitgebrachte nummers
2006
Album In My Mind:
- In My Mind
- Basix

2007
Album: Feel It
- The Underground
- Feel It